# John Cook Wilson
John Cook Wilson (Nottingham, 6 de juny de 1849 − 1915) va ser un filòsof anglès. L'únic fill d'un ministre metodista, després de l'escola Derby va anar al Balliol College, Oxford el 1868, on es va graduar en clàssiques i matemàtiques, obtenint una doble llicenciatura. Wilson es va convertir en membre de Oriel College, Oxford el 1873. Va ser professor de lògica i membre del New College, Oxford, des del 1889 fins a la seva mort.